# Joris Laarman

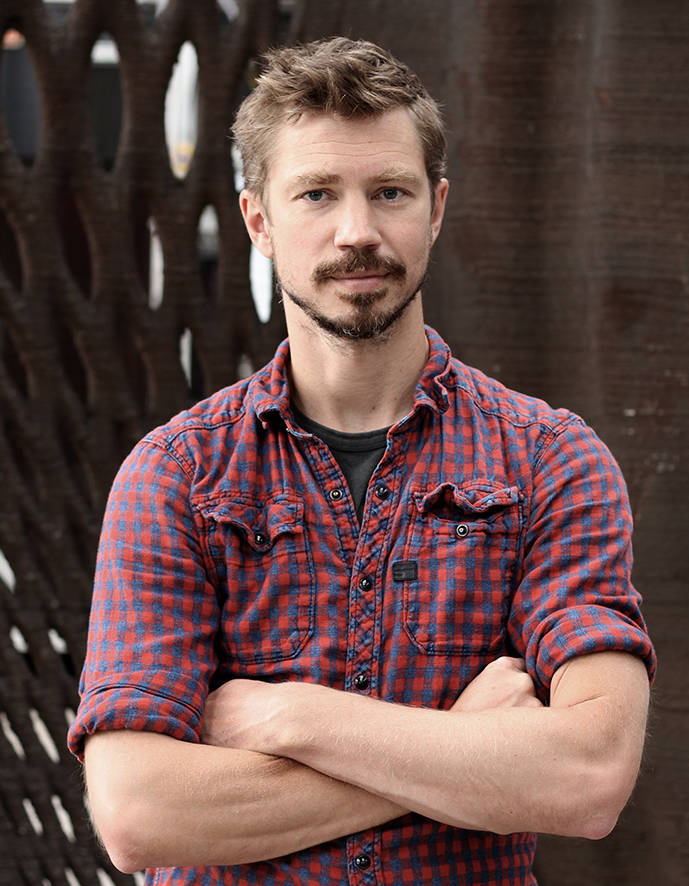
portrait of Joris Laarman 2017

Joris Laarman (Borculo, 24 oktober 1979) is een Nederlands ontwerper, kunstenaar, en ondernemer. Hij is in het bijzonder bekend door zijn experimentele ontwerpen met gebruikmaking van nieuwe technologieën.

## Levensloop
Laarman groeide op in Warnsveld en volgde voortgezet onderwijs bij het Isendoorn College. Laarman studeert in 2003 cum laude af aan de Design Academy Eindhoven. Internationaal is hij doorgebroken met zijn ‘’Heatwave radiator’’, een decoratieve radiator, die dankzij zijn vormgeving de warmte beter verspreidt dan een standaardexemplaar. In 2004 richt hij met zijn partner Anita Starr in Amsterdam het Joris Laarman Lab op. Het laboratorium werkt samen met ambachtslieden, programmeurs en ingenieurs op het terrein van nieuwe technologieën, zoals CNC-systemen,3D-printen en robotica.
Laarman's werken maken deel uit van de permanente collecties en exposities van musea, zoals MoMA in New York, het Victoria and Albert Museum in Londen en Centre Pompidou in Parijs.
De Bonechair, inclusief het prototype ervan, werden recentelijk als afsluitende werkstukken toegevoegd aan de twintigste eeuw collectie van het Rijksmuseum te Amsterdam.
Laarman levert bijdragen aan artikelen en seminars van Domus Magazine en doceert aan de Architectural Association School of Architecture in Londen, de Gerrit Rietveld Academie in Amsterdam en de Design Academy Eindhoven.
In 2013 werkte het Lab samen met Greenpeace bij de installatie van een tijdcapsule op de bodem van de Noordelijke IJszee voor de Save the Arctic-campagne.
Eind 2015 was zijn eerste grote solotentoonstelling te zien in het Groninger Museum. Deze tentoonstelling reist vanaf 2017 de wereld over naar onder ander het Cooper Hewitt Smithsonian Design museum in New York, het High Museum in Atlanta en het Museum of Fine Art in Houston.
Laarman is medeoprichter van MX3D dat sinds 2015 technieken ontwikkelt voor 3D-metaalprinten, ook wel WAAM-technologie genoemd. In 2015 lanceerde hij hiermee een plan om een volledig functionele brug te 3d printen van roestvrij staal voor een gracht in Amsterdam. De brug werd in 2021 geopend.
In 2019 werd zijn Bone Chair (uit 2006) bij Christie's in Londen geveild voor omgerekend 825.000 euro. De stoel is daarmee het duurste geveilde 21ste-eeuwse meubelstuk. Er zijn ook exemplaren te vinden bij Museum of Modern Art in New York en het Rijksmuseum Amsterdam.

## Werken (selectie)
- Microstructures, 2014
- Dragons, 2014
- Maker furniture, 2014
- Digital Matter, 2010
- Half Life, 2010
- Cumulus, 2010
- Nebula, 2007
- Bone Furniture, 2006
- Heatwave Radiator, 2003

## Prijzen
- 2016 Amsterdamprijs voor de Kunst
- 2011 Wall Street Journal, Innovator of the year Award
- 2008: International Elle Decoration, Designer of the year
- 2004: Wallpaper magazine, Young designer of the year award
- 2004: International Furniture Fair, Keulen, IMM, Interior Innovation Award.